# カチン新民主軍
カチン新民主軍（カチンしんみんしゅぐん、ビルマ語: ကချင်ဒီမိုကရေစီသစ် တပ်မတော်、英語:  New Democratic Army – Kachin、 略称: NDA-K）は1989年から2009年まで存在したカチン族の武装勢力である。2009年から2024年までは国境警備隊（Border Guard Forces: BGF）および民兵としてその勢力を保っていた。本記事ではそれぞれカチンBGF、NDA-K民兵と呼称し、これについても記述する。

## 歴史

### 前史
1969年5月、ザクン・ティンイン（Zahkung Ting Ying）とラヨッ・ゼルム（Layawk Zelum）は400人の兵士を率いてカチン独立機構（KIO）から離脱し、ビルマ共産党に加わった。この部隊はビルマ共産党101軍区となった。この分裂の背景として、ティンインはラチッ、ゼルムはロンウォー（Lhaovo）であり、カチン独立軍（KIA）幹部がジンポーに偏っていたことに不満を抱いていたことが示唆されている。

### NDA-Kの成立
1989年にビルマ共産党が崩壊すると、旧101軍区はビルマ共産党派、KIO派、新政党派に分裂していた。同年10月にティンイン率いる旧101軍区は人民解放戦線（People’s Liberation Front: PLF）として独立した。人民解放戦線はカチン独立軍と同盟関係を結び、実質的にカチン独立軍の一部となっていた。PLFは中国の圧力により、同年12月に国家法秩序回復評議会（SLORC）と停戦条約を結び、カチン新民主軍（NDA-K）と改名した。NDA-K支配地域はカチン州第1特区として自治が認められた。その後、ワ州連合軍などの旧ビルマ共産党系武装組織の同盟である平和民主戦線に加盟した。

### 停戦後
NDA-Kは政府から予算、食糧、配給などを受け取った。さらに、兵士600人は警察の一部として給与が支払われた。しかし麻薬問題の影響で2000年に援助は停止した。
NDA-Kは軍事政権と良好な関係を保ち、カチン族の代表として国民議会に出席することが認められた。
ティンインはカトリック教徒であり、NDA-K支配地域自体もクリスチャンが多い地域であるが、軍事政権と良好な関係を築くためにパンワにパゴダを建設することを承認した。
2004年にはティンインの暗殺未遂が、2005年にはゼルムらによるクーデター未遂が発生した。2005年のクーデター未遂ではゼルムが捕らえられ、ラウワゾンコン（Lauwa Zawng Hkawng）は脱走した。クーデター未遂の背景にはティンインとゼルム、ラウワゾンコンの間でタンシャンコンのモリブデン鉱山の管理を巡った対立があるとされる。このほかに、ティンインが中国人傭兵に依存していたことや、ラチッとロンウォーの民族間対立が原因として示唆されている。
2004年の暗殺未遂の後、NDA-KはKIOが事件の背後にいるとして非難し、両者の関係は悪化した。

### 国境警備隊・民兵改編後
2009年11月、NDA-Kは国境警備隊（BGF）に改編された最初のグループとなった。第1001大隊はチプウィ、第1002大隊パンワのルピ、第1003大隊はカンバイティのシンチャイに置かれた。BGF改編前の兵力は800人ほどであったが、500人近くがBGFへの改編を嫌ってNDA-Kを去った。残されたのは250人程度であり、そこから3個大隊を結成した。このようにBGFは不人気であったため、ティンインの指導下でNDA-K民兵が組織された。これは旧NDA-K勢力をミャンマー軍の直接管理下に置かれるBGFから分離し、旧NDA-Kの指導下に留める意図があったことが示唆されている。民兵は1世帯につき1人を徴兵しており、兵士には月に100元の手当しか支払っていない。NDA-K民兵の民族構成は主にンゴーチャンが大多数を占めており、リスではなく主にンゴーチャンから新兵を募っている。
2011年以降、カチン独立軍（KIA）とミャンマー軍の戦闘が勃発したが、カチンBGFは2012年と2013年にミャンマー軍側で戦った。2012年にはKIAにより一時的にパンワが占領された。同年、NDA-Kは多くの脱走者を出し、KIAにおいて元NDA-K兵士を主とする第32大隊が結成された。
2015年9月、ティンインはカチンBGF支配地域内での国民民主連盟（NLD）の選挙活動を禁止した。カチン州議会議員である息子インサウの対抗馬がNLD所属であることが原因だと見られている。同年10月にはインサウの対抗馬であるNLD所属のチョーチョーウー氏らがNDA-K関係者と思わしき集団により襲撃された。ティンインは2015年総選挙で当選したが、翌年当選を取り消された（後述）。

### 2021年クーデター後
2021年ミャンマークーデター後、健康上の理由からティンインは息子のインサウに民兵指導者の座を譲った。2022年4月、パンワからソローに向かっていたNDA-K民兵部隊がKIA-PDF連合軍により攻撃された。
2024年6月、ティンインはカチンBGFとNDA-K民兵に対して、KIA-PDF連合軍を粉砕するように命令を下す文書を発出した。同年9月、パンワのラグウィ村ではNDA-K民兵とミャンマー軍の連合部隊と、KIAの間で衝突が発生した。
同年9月29日から30日にかけて、KIA-PDF連合軍はNDA-K民兵とカチンBGFが支配するチプウィを制圧した。この攻撃ではミャンマー軍の第105歩兵大隊基地とソロー郡区の軍基地が占領されている。その後、ミャンマー軍はチプウィを奪還するために空爆を行った。9月29日にKIA-PDF連合軍はソローの第298軽歩兵大隊を攻撃した。10月1日、KIA-PDF連合軍はチプウィを占領し、翌2日にソローを占領した。KIAはNDA-Kに対して軍事政権から離反するように訴えかけ、交渉するように呼びかけた。
同年10月15日、KIA-PDF連合軍は1週間にわたる攻防ののち、パンワから約10km離れたルピのBGF第1002大隊本部を占領した。同月17日、KIA-PDF連合軍はシンチャイの第1003大隊本部およびパンワへの攻撃を開始した。KIA-PDF連合軍は同月19日にパンワの行政権を奪取し、同月22日に第1003大隊基地を占領した。パンワ占領に伴い、ティンインの邸宅はKIA-PDF連合軍により封鎖された。占領時点ですでにティンインはパンワの自宅を離れていた。同月31日、KIA-PDF連合軍はBGF第1001大隊本部を占領した。BGF残党はピモーから14キロ北に位置する中緬国境のガンファイへと逃れた。11月2日、KIA-PDF連合軍はピモーを占領し、同月4日にはガンファイを、同月10日にはランセ村を占領した。KIA-PDF連合軍が入城した際に戦闘は発生しなかった。同月20日、KIA-PDF連合軍はカンバイティを占領した。その結果、カチン州第1特区はKIAに完全に占領され、NDA-K民兵およびBGFは解散した。2024年11月28日、KIAはカチン州第1特区の廃止を宣言した。
2025年4月、ティンインがカチン州の州都ミッチーナーにBGFとNDA-K民兵を再結集させていることが報じられている。

## 部隊編成
2005年9月時点、NDA-Kは4個大隊からなっていた。
- 第1大隊 - ピモー
- 第2大隊 - パンワ
- 第3大隊 - ガンファイ
- 第4大隊 - ソロー

## 分派
NDA-Kから分派した民兵組織はRRF/ラワン人民民兵とソロー（Tsawlaw）民兵がある。

### RRF/ラワン人民民兵
ラワン族のタングータン（別名: アタン、ビルマ語: တန်ဂူးတန်）は2006年にミャンマー陸軍北部軍区司令官オーンミン（Ohn Myint）少将の支持のもとNDA-Kから分派して反乱抵抗軍（Rebellion Resistance Force: RRF）を立ち上げ、プーターオ郡区コンランプーに拠点を置いた。2009年にRRFはラワン民兵となった。RRFはミャンマー軍とカレン民族同盟との戦いでミャンマー軍側で参加した。また、RRFは2007年9月、サフラン革命前に300人以上のラワン族の若者を徴兵し、軍事訓練のためにネピドーに送った。その後、ラワン族の若者の殆どはミャンマー軍に徴兵され、RRFに戻れたのは数人であった。このため、RRFの兵士は本部から脱走し、RRFには100人程度の兵力しか残されていない。
RRFは怒江リス族自治州政府森林局の協力のもと、福貢県とコンランプーを結ぶ道路を建設していている。これは鉱物やチーク材を輸出するためのものとみられる。
ラワン民兵は2021年ミャンマークーデター後、カチン独立軍や国民防衛隊に対抗するために住民の軍事訓練を行なった。ラワン民兵はミャンマー軍から銃を供給されている。
タングータンはヒスイや金の採掘により利益を得ており、ミッチーナーにレコーディングスタジオを所有している。

### ソロー民兵
2005年、ゼルムとラウワゾンコンはNDA-K内部のクーデターを実行し、ティンインの追放を画策したが失敗した。2人の死後、クーデターに失敗したグループは非活動的になっていたが、2021年ミャンマークーデター後、2023年11月にソロー国民防衛隊の兵士8人がミャンマー軍側に離反すると、このグループと合流して活発に活動するようになった。指導者がロンウォー（Lhaovo）であるためにロンウォー民兵と呼ばれていたが、ロンウォー伝統文学文化中央委員会がロンウォーの名前をいかなる組織にも使用することを許さないと声明を出したため、ソロー民兵と呼ばれることとなった。2015年選挙に参加したロンウォー民族団結発展党（Lhaovo National Unity and Development Party: LNUDP）の一部党員が関与しているとされる。

## 指導者
NDA-K指導者のティンイン（1940年4月22日-）は雲南辺境出身の、ンゴーチャン（ラチッ）である。1967年、ティンインはカチン独立軍の使節として中国側と接触した。翌年の1968年、ティンインはゼルムと共にカチン独立軍第3旅団を離脱してビルマ共産党に加わり、101軍区を設立した。
ティンインは元KIO幹部らと共にカチン州進歩党（KSPP）からの2010年総選挙の出馬を見込んでいたが、KSPPが政党登録を認められなかったため、無所属でカチン州5区から出馬した。選挙ではミャンマー軍の翼賛政党である連邦団結発展党が対立候補を出さなかったため、国民統一党の対抗馬を打ち破って当選した。パンワの投票所では職員が公然とティンインの支持を呼びかけていたとされる。当選後、ティンインは2011年から2015年まで連邦議会上院議員を務めた。2015年選挙でも再選を果たしたが、選挙期間中に対抗馬を脅迫したことにより2016年に当選を無効とされた。
2019年2月、カチン新民主党（New Democratic Party - Kachin: NDP）が結成された。ティンインは同党の後援者となり、息子のインサウは副議長となった。ティンインは2020年総選挙では脅迫行為を行わないことを約束した。
ティンインはNDA-Kが国境警備隊に改編される前にNDA-Kが所持していた全ての銃器をKIAに売却し、莫大な利益を得た。カチン州第1特区はミャンマー政府の支配下にあるものの、ティンインは約1,000人の私兵（NDA-K民兵）を有しており、その地の「王」として振る舞っているとされる。NDA-KはBGFとなってからミャンマー軍の制服と給与を与えられているものの、ミャンマー政府はティンインに銃を所有する免許を与え、私兵集団を所有し、町を支配することを許可している。カチン州第1特区の住人は18歳になるとティンインのNDA-K民兵に入隊せねばならないとされ、入隊しない場合は身の安全が保障されないと住民は答えている。2024年6月、ティンインの娘が経営するJinghpaw Myay Companyを警備するNDA-K民兵はプーターオ県コンランプー郡区で住民を殴打し、住民に対して発砲した。

## 麻薬

### BGF改編以前
ティンインは約3万エーカーのケシ畑を所有しており、2005年以前はケシ栽培とヘロイン工場を直接管理していた。2018年時点では、中国人にケシ畑を使わせて税金を徴収するなど、間接的にケシ栽培を管理している。
ミャンマー軍とKIAの戦闘が再開した2011年以降、ミャンマー軍はBGFや民兵に頼るようになった。BGFや民兵はアヘン栽培や麻薬の精製に力を入れ、麻薬の生産が増加した。カチンBGFの支配地域ではアヘンケシの栽培がなされていることが報告されている。KIO/KIAによるケシ栽培の禁止や、平地部におけるバナナ農園設立に伴う土地収奪を逃れてきた農民の流入はカチンBGF支配地域でのケシ栽培の増加に拍車をかけた。

### 作物転換
ケシの代替作物を栽培する中国主導の作物転換プログラムが行われたが、NDA-Kは代替作物のプランテーションを作るために土地の収奪を行い、持つ者と持たざる者の格差の拡大を助長した。作物転換は失敗に終わり、NDA-Kですらこの計画を「完全なる詐欺」だとみなしていた。

## 経済活動
NDA-Kは停戦後、森林伐採、ヒスイの採掘、金の採掘などの利権を認められた。NDA-Kは事業に注力し、武装シンジケートのように振る舞っていたとされる。ウィキリークスが公開した2005年の米国大使館の電報において、米国の外交官はNDA-Kをビジネスカルテルにしか似ていないと評している。しかしながら、NDA-Kは資源へのアクセスをミャンマー軍に左右されていたために、自治の範囲を狭めることとなった。

### 森林伐採
NDA-Kはンマイ川（N’mai Hka）東岸で破壊的な森林伐採を行ってきた。NDA-Kは木材の課税によっても収入を得ており、共にエーヤワディー川の支流であるンマイ川とマリ川（Mali Hka）がなす三角地帯はKIAが大部分を支配しているが、そこで伐採される木材は全てNDA-Kが課税する三角峠（Triangle Pass）を通って出荷されている。ローコン地域でンマイ川を越えるチプウィ橋は、NDA-Kが中国企業に発注して建設させたものであり、この橋を通って伐採された木材が輸出されている。NDA-Kは森林の伐採権を支配地域外にも拡大し、カチン独立軍との対立を招いた。
ティンインは、地域の開発のためであるとして森林の伐採を正当化している。また、NDA-Kは植林計画や開発計画を名目にして森林伐採を行っていることが報告されている。

### レアアースの違法採掘
中国と国境を接するNDA-K支配地域における違法なレアアースの採掘が2021年ミャンマークーデター以降激増している。2021年4月、NDA-K支配地域で100ものレアアース採掘場が見つかった 。中国政府は国内のレアアース採掘を取り締まる一方で、破壊的な採掘をカチン州で行っている 。 2022年現在、カチン州では、300カ所で2700もの採掘場が見つかっており、これはシンガポールの面積に匹敵する。また、これらは2016年から急激に増加しており、2021年12月には2億ドル分のレアアースが中国に輸出された。
ザクン・ティンインとその息子が取締役を務めるMyanmar Myo Ko Ko社はパンワ地区におけるレアアースの違法採掘に関与していることが明らかとなっており、軍事政権の収入源にもなっている可能性があることが示唆されている。2024年6月にはパンワでレアアース鉱山が2度も崩落事故が発生したが、操業していたのは両方ともティンインとその息子インサウが経営する会社であった。
パンワ周辺ではレアアース採掘による土壌や水の汚染が深刻であると地元住民は話している。鉱山開発に伴う農地の収奪も起きており、これに抗議した村長をティンインの民兵が脅迫するということも起こっている。

### バナナ栽培
2000年代初頭、中国の南部ではバナナの栽培がブームとなった。2008年には、供給が少なく、価格が高騰しているバナナは人気のある投資の対象となっており、ミャンマーやラオスだけでなく、中国全土にバナナプランテーションが設立された。カチン州では中国企業が、中国の技術を用いて通常のバナナよりも大きいバナナを組織培養して生産している。中国企業の所有するプランテーションでは労働者の労働条件は劣悪であり、身体に有害な化学物質が使用されている。
ティンインとその息子のインサウが運営するChang Ying Hku Development Companyは中国の投資家を招き入れ、商品作物の事業を行なっていた。当初は茶やゴムの栽培を行なっていたが、2010年末からバナナ事業に参入し、総面積18,000エーカーのバナナプランテーションを作り上げた。その過程で同社は村民の土地を強制的に接収し、中国輸出用のバナナの栽培を行っている。バナナプランテーションの拡大は除草剤、殺虫剤、肥料による水質汚染を引き起こしており、村民の反感を買っている。

### カジノ
2000年代初頭からパンワでは中国マフィアがカジノを運営しており、NDA-Kに利益の十分の一を支払っている。負けたギャンブラーへの拷問は常態化しており、2008年に80人の中国人ギャンブラーが殺害されるか失踪したため、パンワ最大のChang Ying Hkuカジノは中国当局の圧力によって閉鎖された。
2008年にはパンワのカジノで負けて借金を返せなくなった中国人が監禁され、暴行されたという報告がされている。翌年の2009年にはパンワのサインシャインホテル（陽光酒店）紅鑫カジノにて中国人数十人が監禁される事件が発生し、雲南省保山市騰衝市の公安局が監禁された中国人の救出に向かった。
KIA支配地域のマイジャヤンでも同様の事件が起きた結果、中国政府はミャンマーのカジノに行かないよう注意喚起することとなった。2010年時点でパンワには数十のカジノがあったとされる。

### 武器工場
ティンインは中国の人員および技術により、自動小銃、ピストル、回転式拳銃、散弾銃を生産する武器工場を所有していた。生産された武器は道路に沿ってミッチーナー、モーガウン、パカンのヒスイ鉱山地域に車で運ばれていた。そこから、貨物に現金ないし現物で「税金」を徴収するカチン独立軍が支配する地域を迂回し、カムティ地域から小さな道路を抜けてインド北東部の反乱勢力へと密輸されている。

### 国境拠点
NDA-K支配地域は2000年以前は道路状態が良くなかったが、森林伐採が進むに従って、騰衝市を拠点とする中国企業が伐採地点と既存の道路を接続する支線道路を建設するなど道路の整備が進んだ。しかし、全体としてはKIO本部のあるライザを通過して州都ミッチーナーへと接続する道路が主なルートではあった。2000年代初頭にはカンバイティ-ミッチーナー道路建設計画がNDA-Kと騰衝市政府の間で合意に至り、2007年に完成した。また、カンバイティ-猴橋（ホウチャオ）国境は国家第一級国境（中国語: 国家一类口岸）となり、2010年代後半には騰衝-猴橋間が4車線の高速道路に改修されるなど、重要なルートとなっていった。これには騰衝市政府がライバルの地方政府（特に瑞麗市政府）を「締め出そう」とする意識が働いていた。さらに、KIAとミャンマー軍の間で戦闘が始まったことにより、NDA-K支配地域を通るルートの重要性はさらに増大した。
旧NDA-Kの権力者およびその親族や縁者はカンバイティ-猴橋の国境を事実上管理しており、政府関係者はお飾りの役職に過ぎない状態にある。NDA-Kはバナナのトラック1台に対し2,000チャットを徴収している。徴収額の一部は教会や文化協会、学校、その他地域の組織に分配される。一方で、ミャンマー政府の地方自治体はバナナトラック1台に対し、5,000チャットを徴収している。これらはミャンマー貿易銀行に預金され、主に道路建設計画に使用される。バナナのみならずスイカやヒスイといった他の商品に対しても同様に国境貿易からの徴収が行われている。
かつて、ヒスイ、琥珀、木材、アヘン、アンフェタミンといった全ての商品の密輸はKIAの国境ゲートを介して行われていたが、KIAとミャンマー軍の停戦が終わってからは、戦闘がないという理由からNDA-Kの国境ゲートを介して行われるようになった。また、かつてKIAのゲートで密輸されていた動物、牛、水牛などがNDA-Kの国境ゲートで大規模に密輸されるようになっている。

#### カンバイティ国境開発
2020年、カチン州議会は中国の支援する一帯一路イニシアティブの一環であるカンバイティ・ビジネスパーク計画を承認した。この開発プロジェクトを実行するのは、ミャンマーのKampaiti Development Company Ltdと中国のYunnan Tengying Trading Company Ltdの合弁会社であるMyanmar Heng Ya Investment Development Company Ltdであり、Kampaiti Developmentの取締役にはティンインの息子らが就任している。